# Igreja de Nossa Senhora das Mercês e Misericórdia
A Igreja Nossa Senhora das Mercês e Misericórdia, também conhecida como Igreja Mercês de Cima, localiza-se na cidade Ouro Preto, estado de Minas Gerais, no Brasil.
Foi construída entre 1771 e 1793. A torre central foi projeto de Manuel Francisco de Araújo.

## Histórico
A irmandade das Mercês e Misericórdia foi instituída em Vila Rica por volta de 1740 e 1754, funcionando primeiramente na Capela de São José.  Por motivos de conflitos e controvérsias, ocorreu a divisão da mesma em duas irmandades: Irmandade Nossa Senhora das Mercês e Misericórdia e Irmandade Nossa Senhora das Mercês e Perdões, situação que agilizou a criação de uma nova sede para cada irmandade. A Irmandade das Mercês e Misericórdia teve sua sede construída a partir de 1771, todavia suas obras foram iniciadas apenas em 1772.
A obra foi concebida por artistas como Henrique Gomes de Brito, Manuel Francisco de Araújo, Inácio Pinto Lima, Sargento-mor José Bento Soares.  Com base nos nomes citados é possível dizer que a irmandade das Mercês e Misericórdia estava na mão de bons artistas com elevado nível técnico, pois os mesmos já haviam realizado outros renomados trabalhos na região. Como por exemplo Manuel Francisco de Araújo que contribui nas obras do Palácio dos Governadores. Ele tinha habilidade de arquiteto e a ele é atribuído um dos riscos da Capela das Mercês e Misericórdia em 1793.
Apenas parte da igreja estava finalizada quando houve a transladação da imagem de Nossa Senhora das Mercês da Igreja de São José para a nova capela em 1773. Logo em seguida, em 1774, Henrique Gomes de Brito finalizava a obra dos telhados da nave da igreja. Mais tarde, em 1782 o arco-cruzeiro, o forro e o assentamento dos altares foram realizados pelo carpinteiro Inácio Pinto Lima. E no ano seguinte, o artista Manuel Francisco de Araújo ficou encarregado da execução de dois dos seis altares que eram previstos.
Devido à falta de documentação, não há como ter uma cronologia rigorosa da construção da igreja.  Todavia, segundo Furtado de Menezes, antes da conclusão das obras, uma parte da construção já estava ameaçada.  Foi então que houve uma modificação do risco original, e a adoção da torre única  central ao projeto,  que ainda não encontrava-se completa por volta de 1840. 

## Implantação
A Igreja de Nossa Senhora das Mercês e Misericórdia encontra-se em um local de destaque e grande amplitude visual em Ouro Preto. A igreja, também conhecida como Mercês de Cima deixa claro este fato. Ela ocupa uma posição superior na serra de Ouro Preto e é uma referência arquitetônica para quem sai ou chega na cidade.  A relação entre a construção e seu local é ainda mais enfático pelo fato da Igreja ser uma invocação e militares, o que justifica o fato dela estar próxima ao quartel de guarnição da antiga vila que posteriormente fora demolido, dando lugar para uma escola pública.

## Arquitetura
O volume da Igreja de Nossa Senhora Mercês e Misericórdia é considerado bem simples. Segue um partido escalonado, com desníveis no telhado, tornando perceptível a função de cada espaço. A parte mais elevada da cobertura compreende a nave, o coro e o átrio. A capela-mor, corredores laterais, sacristia e outros espaços são abrangidos pela outra parte.  O conjunto construído está de acordo com o padrão clássico de muitas construções da época devido a rígida marcação de seu volume arquitetônico, dividido em dois blocos quadrangulares compostos pela nave e capela-mor.
O diferencial da fachada é o fato de existir uma única torre central, construída no século XIX e caracterizada por Paulo Ferreira Santos em “Arquitetura Religiosa em Ouro Preto” como um tipo evoluído das capelas que apresentam estrutura de esteios de madeira. 

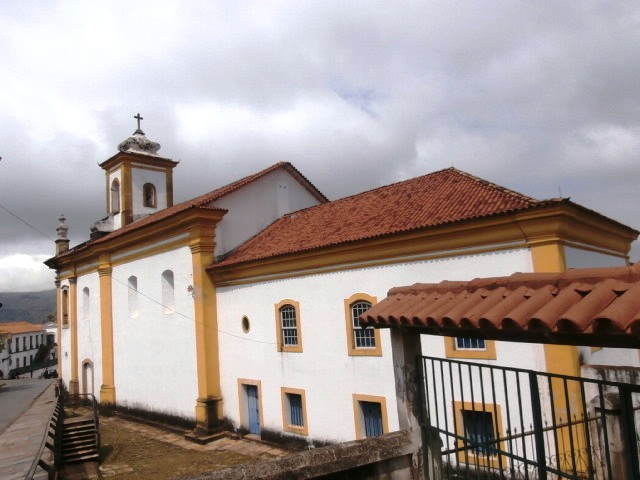
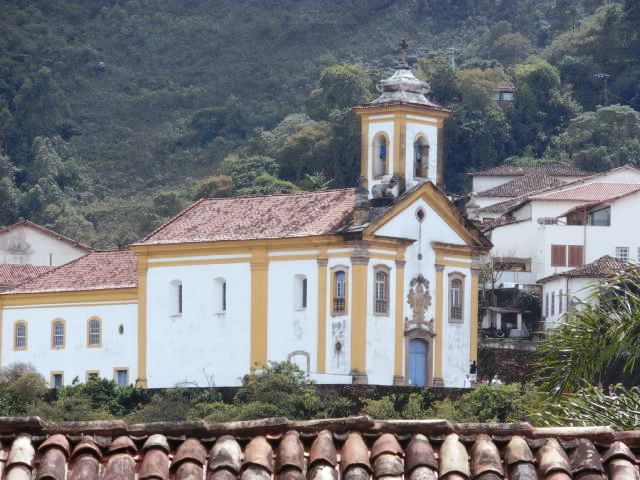
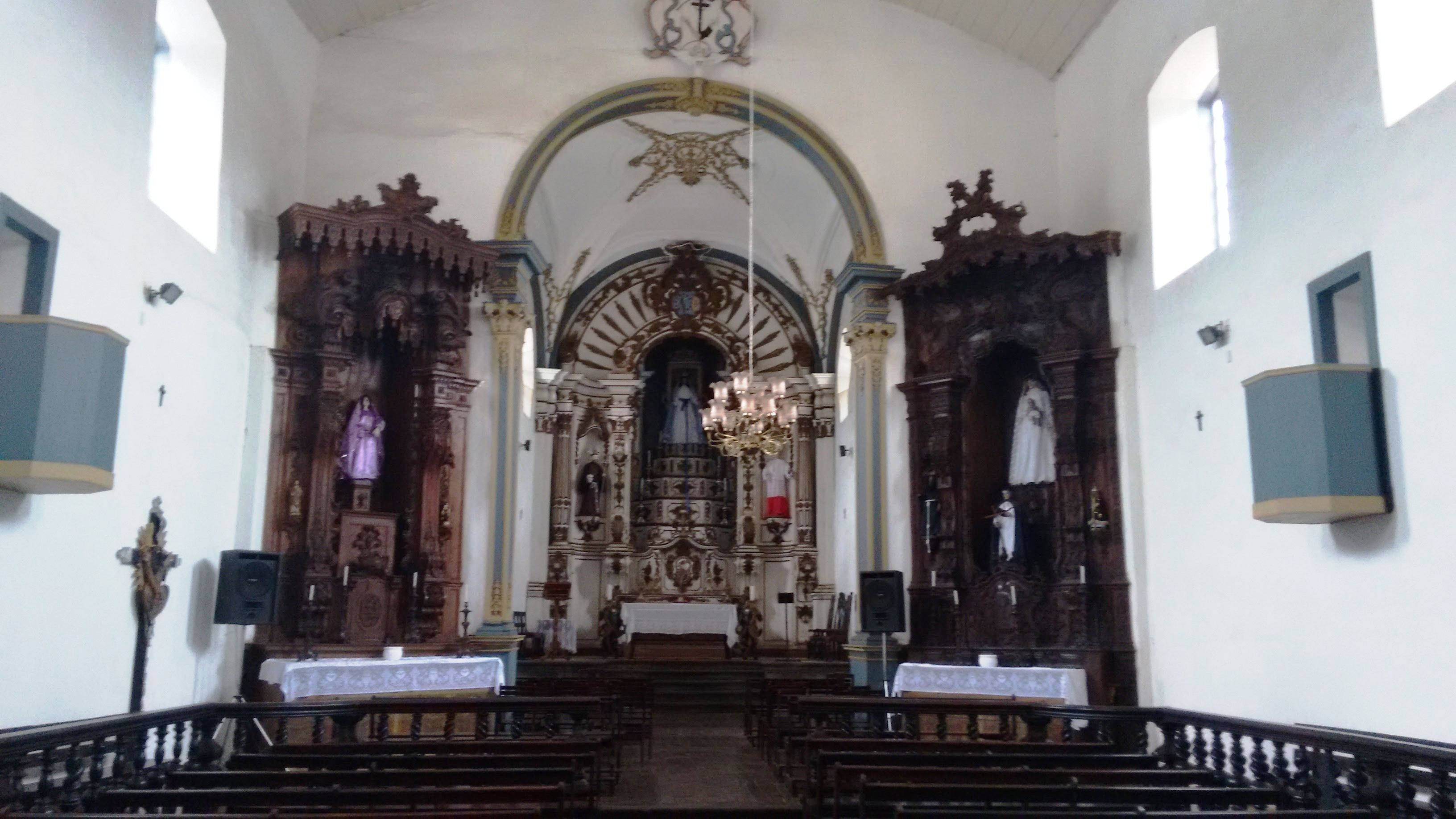
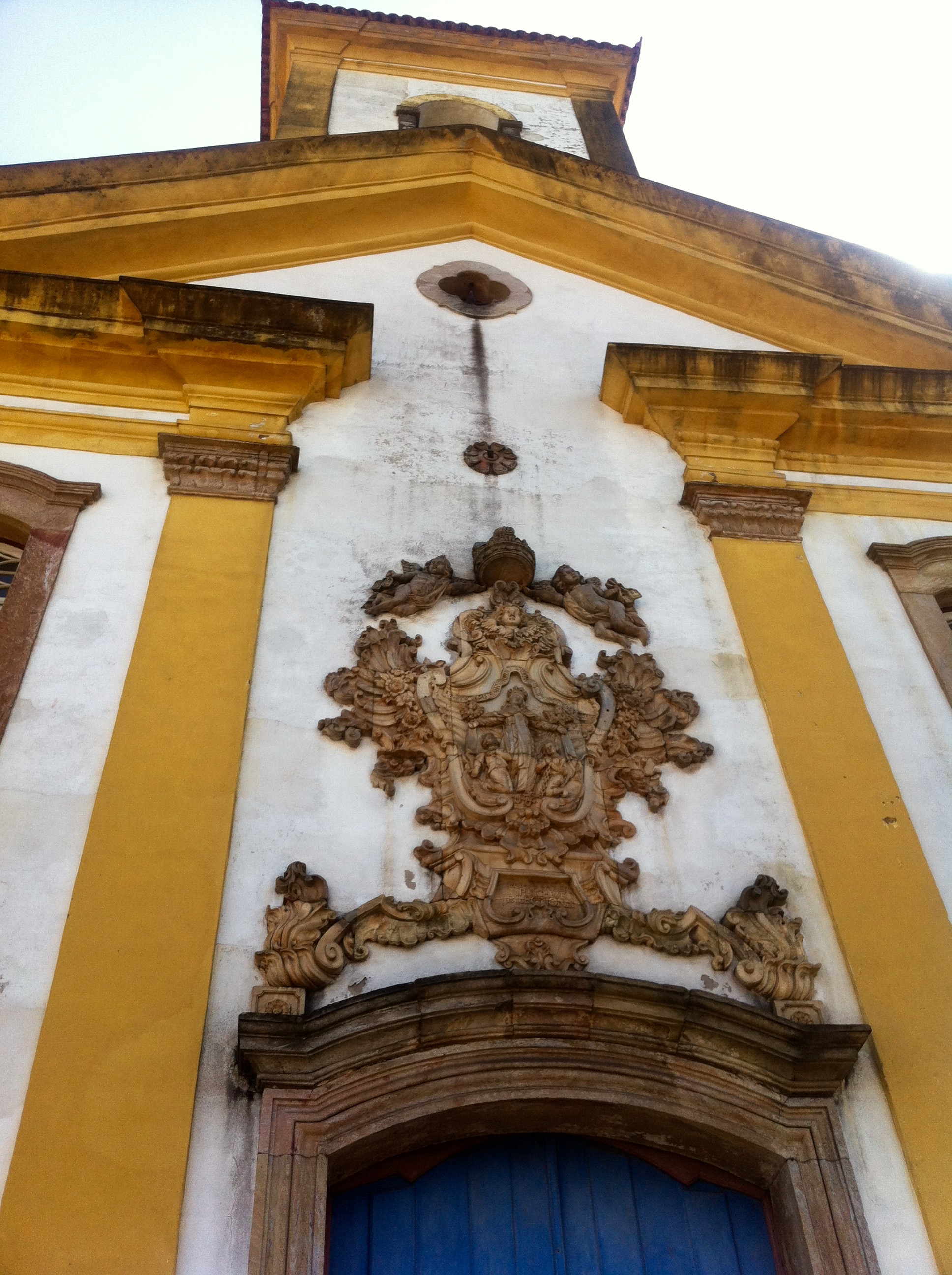
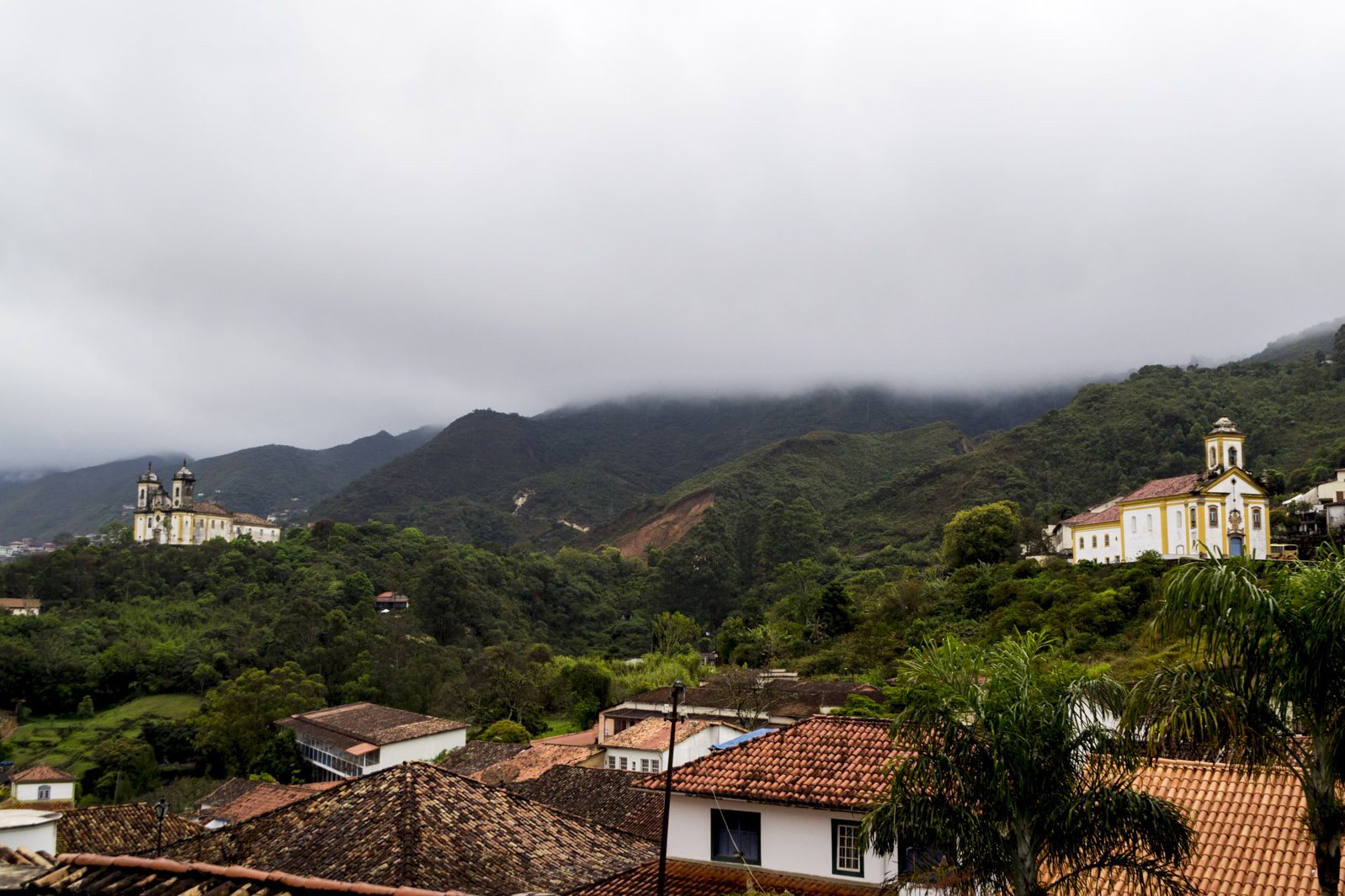

A portada da Igreja de Nossa Senhora das Mercês e Misericórdia estruturada em pedra-sabão se destaca na alvenaria branca. A fachada é marcada pelo frontão de forma triangular e vale destacar o medalhão ( representando a Virgem com os braços abertos, estendendo o manto de proteção aos cativos dos mouros, segundo o sonho do fundador da Ordem) sob a linguagem Rococó da portada, executado em 1810, e apresenta características semelhantes com as obras do Aleijadinho, ao qual foi atribuída por um certo período de tempo.
As fachadas laterais apresentam aberturas em arco abatido, que possibilitam a entrada de luz direta dentro da igreja.
O retábulo-mor ganha uma talha mais elaborada do que a dos retábulos laterais, com predominância dos tons cinza, branco, azul e dourado. Os demais são mais simples com um fundo branco e detalhes em dourado.
Nos altares da nave, encontram-se a Santa Catarina de Alexandria, o Santo Antão, o São Lourenço e a Nossa Senhora da Saúde. No altar-mor encontram-se as imagens de Nossa Senhora das Mercês e as imagens de São Pedro Nolasco e São Raimundo Nonato. Os altares laterais e os dois púlpitos de madeira são peças com grande simplicidade. O forro da nave também apresenta a predominância de tons cinza e azuis, de caráter simples.
Verifica-se que a planimétrica adotada na igreja segue as mesmas aplicadas nas demais igrejas do século XIX, e o que a diferencia é a não inserção das duas torres laterais. A fachada apresenta elementos Neoclássicos, com o entablamento em linhas retas e o frontão triangular. Também é notável que as duas janelas-balcão existentes possuem guarda-corpos com balaustradas Barrocas.  